# Lénault
Lénault é uma ex-comuna francesa na região administrativa da Normandia, no departamento de Calvados. Estendeu-se por uma área de 6,68 km². Em 2010 a comuna tinha 189 habitantes (densidade: 28,3 hab./km²).
Em 1 de janeiro de 2017 foi fundida com as comunas de Condé-sur-Noireau, La Chapelle-Engerbold, Proussy, Saint-Germain-du-Crioult e Saint-Pierre-la-Vieille para a criação da nova comuna de Condé-en-Normandie.